# Bulbostylis heterostachya
Bulbostylis heterostachya är en halvgräsart som beskrevs av Henri Chermezon. Bulbostylis heterostachya ingår i släktet Bulbostylis och familjen halvgräs. Inga underarter finns listade i Catalogue of Life.